# Borino (huyện)
Borino là một huyện thuộc tỉnh Smolyan, Bungaria. Dân số thời điểm năm 2001 là 4109 người.